# Moorschildkröte
Die Moorschildkröte (Glyptemys muhlenbergii) ist eine Art der Neuwelt-Sumpfschildkröten. Sie gehört wie die Waldbachschildkröte zu den Amerikanischen Wasserschildkröten. Bis vor wenigen Jahren wurden die beiden Arten noch zur Gattung Clemmys gerechnet, die heute als monogenerische Gattung nur noch die Tropfenschildkröte enthält.
Die Moorschildkröte gehört zu den kleinsten nordamerikanischen Schildkröten.

## Erscheinungsbild
Die Moorschildkröte hat eine Carapaxlänge zwischen 7,6 und 8,9 Zentimeter. Sehr große und alte Individuen erreichen in seltenen Ausnahmefällen auch eine Carapaxlänge von 11,5 Zentimeter. Der Rückenpanzer weist eine braune bis dunkelrotbraune Färbung auf. Der Hinterrand ist nicht gesägt. Auffälliges Kennzeichen der Moorschildkröte ist ein leuchtend gelber oder oranger Farbfleck an beiden Seiten des Halses sowie im Nacken. Auch der Kopf weist eine leicht bräunliche Färbung auf. Der Bauchpanzer ist dunkelbraun bis schwarz. Männchen können anhand des konkav geformten Bauchpanzers identifiziert werden.

## Verbreitung und Lebensraum
Das Verbreitungsgebiet der Moorschildkröte reicht vom Westen der US-Bundesstaaten Massachusetts, New York und Pennsylvania bis in den Südwesten von North Carolina, dem Westen von South Carolina und dem Norden von Georgia.
Der Lebensraum der Moorschildkröte sind flache Tümpel, Seen, Teiche, Sümpfe, langsam fließende Bäche und mit Torfmoos bewachsene Moore. Sie kommt vor allem in den Mittelgebirgslagen ihres Verbreitungsgebietes vor. Die Art ist bedroht, weil ihr Lebensraum zunehmend fragmentiert wird. Im Westen Connecticuts, Massachusetts’, New Yorks, im Nordosten Marylands, im südlichen Virginia sowie im Westen von North Carolina weist diese Art nur noch voneinander isolierte Populationen aus.
Kennzeichnend für den Lebensraum der Moorschildkröte sind eine hohe Luftfeuchtigkeit und Moose, in denen sie sich versteckt. Sie schafft sich in verkrauteter und vermooster Vegetation Gänge, die sie abläuft, um dort nach Würmern, Insekten, Schnecken und anderen Tieren zu suchen. Sie benötigt außerdem sonnenexponierte Stellen. Eine hohe Aktivität zeigt sie im Frühjahr nach Regenfällen. Sie überwintert in der Regel im Bodenschlamm der Gewässer.

## Fortpflanzung

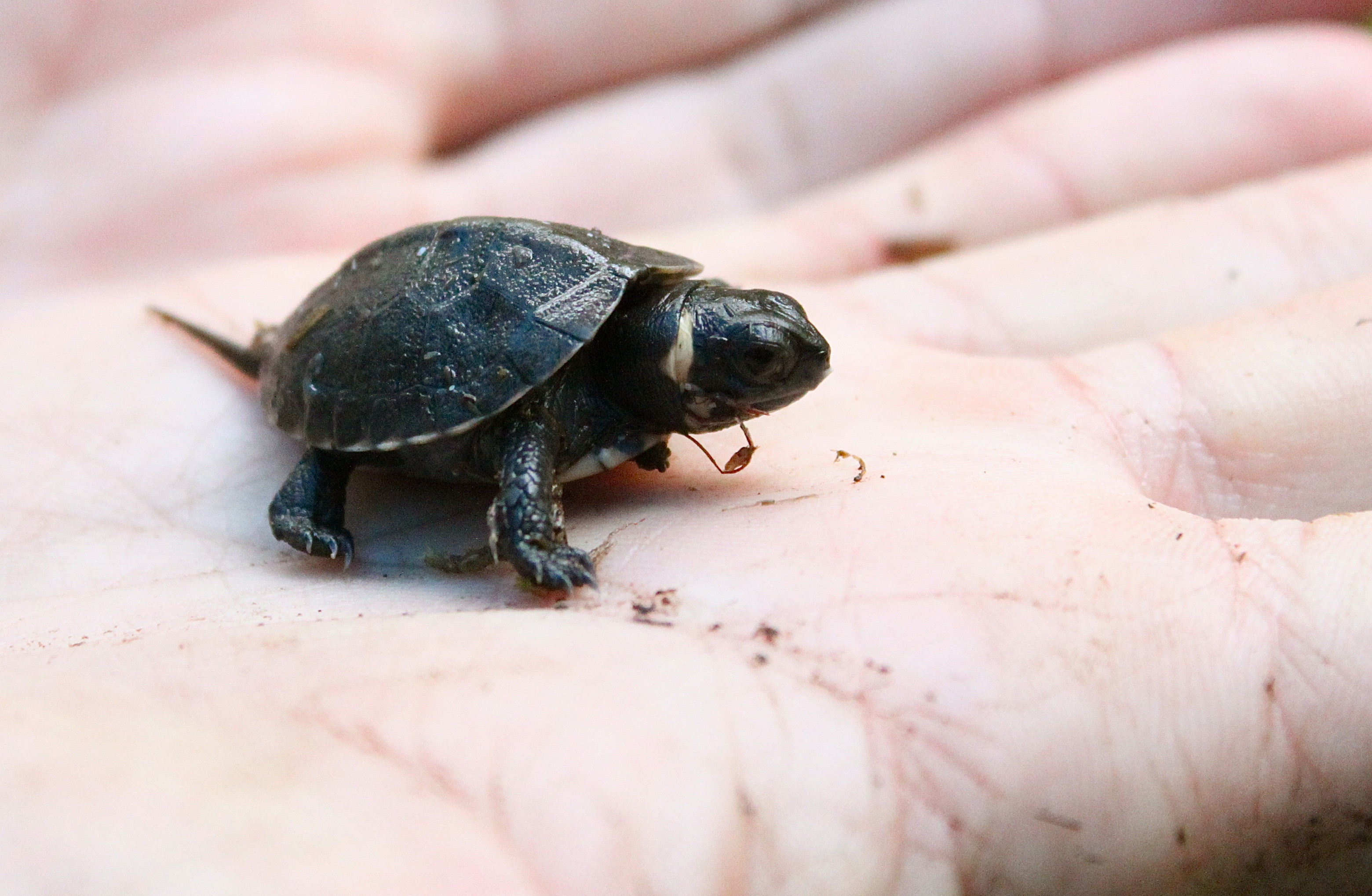
Jungtier

Moorschildkröten paaren sich in den ersten warmen Frühlingstagen. Das ist in ihrem nördlichen Verbreitungsgebieten meist im späten April bis in den frühen Juni. Nester finden sich unter Grasbüscheln oder Moos in sonnenbeschienen Stellen eines Moores. Die Gelegegröße variiert zwischen einem und sechs Eier, liegt jedoch meist bei drei bis vier Eiern. Sie werden in der Zeit von Juni bis Juli gelegt. Die Schlupfzeit der Jungen ist abhängig von der Temperatur und der Luftfeuchtigkeit. Sie schlüpfen in der Regel nach einer Zeit von 42 bis 60 Tagen. In den nördlichsten Verbreitungsgebieten überwintern die Jungen gelegentlich im Ei oder geschlüpft in der Nistgrube. Nester werden häufig von Skunks und Waschbären ausgeräubert. Ihre Geschlechtsreife erreichen sie in einem Alter von fünf bis acht Jahren.

## Bestand
Die Moorschildkröte ist vor allem durch Eingriffe in ihren Lebensraum bedroht. In ihrem gesamten Verbreitungsgebiet werden Feuchtgebiete zunehmend trockengelegt, in Agrarflächen oder Siedlungen umgewandelt. Die verbleibenden Feuchtgebiete sind voneinander isoliert, so dass ein genetischer Austausch ausbleibt. Die Bestände verarmen dadurch genetisch und werden anfälliger gegenüber Krankheiten. Moorschildkröten reagieren außerdem empfindlich auf Veränderungen in ihrem Lebensraum, etwa gegenüber einer Eutrophierungen, anderen Wasserständen oder eine Veränderung der vorherrschenden Vegetation.
Das illegale Einfangen von Moorschildkröten, um sie als Heimtier zu halten, stellt eine weitere Bedrohung dieser Art dar. Die Moorschildkröte zählt bereits seit 1973 zu den Cites-Arten und wird im Washingtoner Artenschutzübereinkommen in Anhang I gelistet.

## Nachweise